# Janečkův mlýn
Janečkův mlýn je soubor staveb bývalého vodního mlýna v katastrálním území Karviná-město v části Fryštát, který je po rekonstrukci v letech 2014–2018 sídlem Slezského vzdělávacího centra. Nachází se v ochranném pásmu městské památkové zóny Karviná-Fryštát.

## Popis
Janečkův mlýn stojí na okraji fryštátského katastru v blízkosti zámeckého parku a hranice s Darkovem na pravém břehu potoka Mlýnka. K patrové provozní budově s obytnou části čp. 225 náležela budova pily postavené v roce 1866, hospodářská budova čp. 226, dílny a vodní elektrárna s výkonem 11 kW. Při opravách byla zbourána budova vodní elektrárny. Vodní turbína z roku 1935 byla sešrotována v osmdesátých letech 20. století. V roce 1989 byla MVE obnovena, ale následně zdevastována a v roce 2015 byla budova elektrárny zbourána.

## Historie
Mlýn patřil v polovině 19. století městu Karviná. V roce 1849 byl zakoupen Karlem Fiedlerem, který jej v letech 1859–1860 přestavěl. V roce 1919 vyhořel a byl znovu přestavěn v letech 1923–1924 podle plánů architekta Aloise Golasowského. V roce 1932 byl mlýn zakoupen manžely Janečkovými a náležel jim až do roku 1954.
Po druhé světové válce byl mlýn znárodněn a sloužil jako sklad civilní obrany, míchárna krmiv a sídlo okresního archivu. Vnitřní technologické zařízení bylo v padesátých letech 20. století odvezeno. V roce 1992 byl v restituci vrácen manželům Janečkovým.
Po rekonstrukci, která byla ukončena v roce 2015, bylo do pětipodlažní budovy mlýna umístěno Slezské vzdělávací centrum. V roce 2018 byla provedena oprava přízemní obytné budovy.
Mlýn byl navržen v roce 2004 na prohlášení za kulturní památku České republiky, vzhledem k rozsáhlé devastaci Ministerstvo kultury České republiky v roce 2006 neprohlásilo mlýn za kulturní památku ČR.

## Galerie

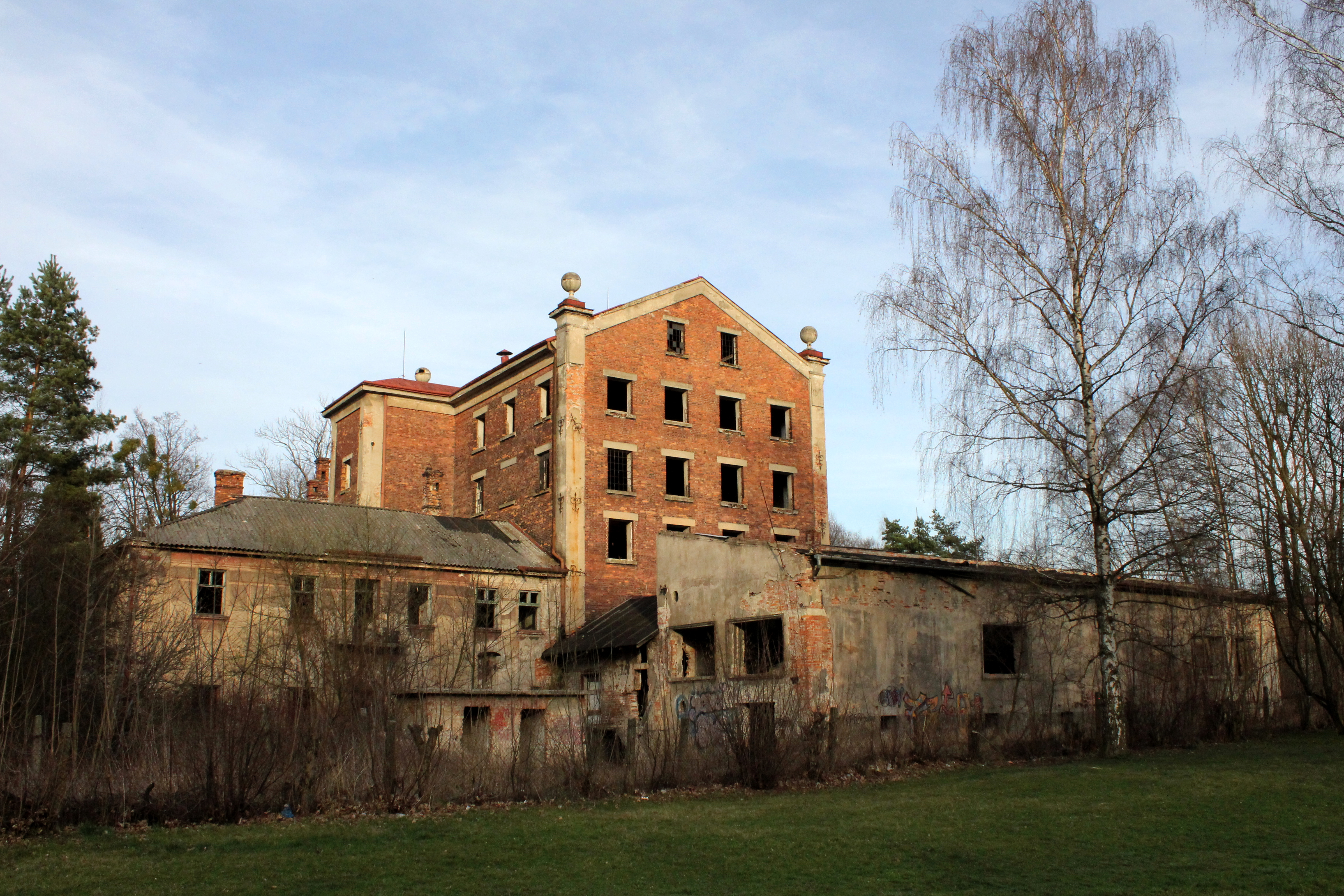
Devastovaný mlýn. Nízká stavba vpravo je budova vodní elektrárny
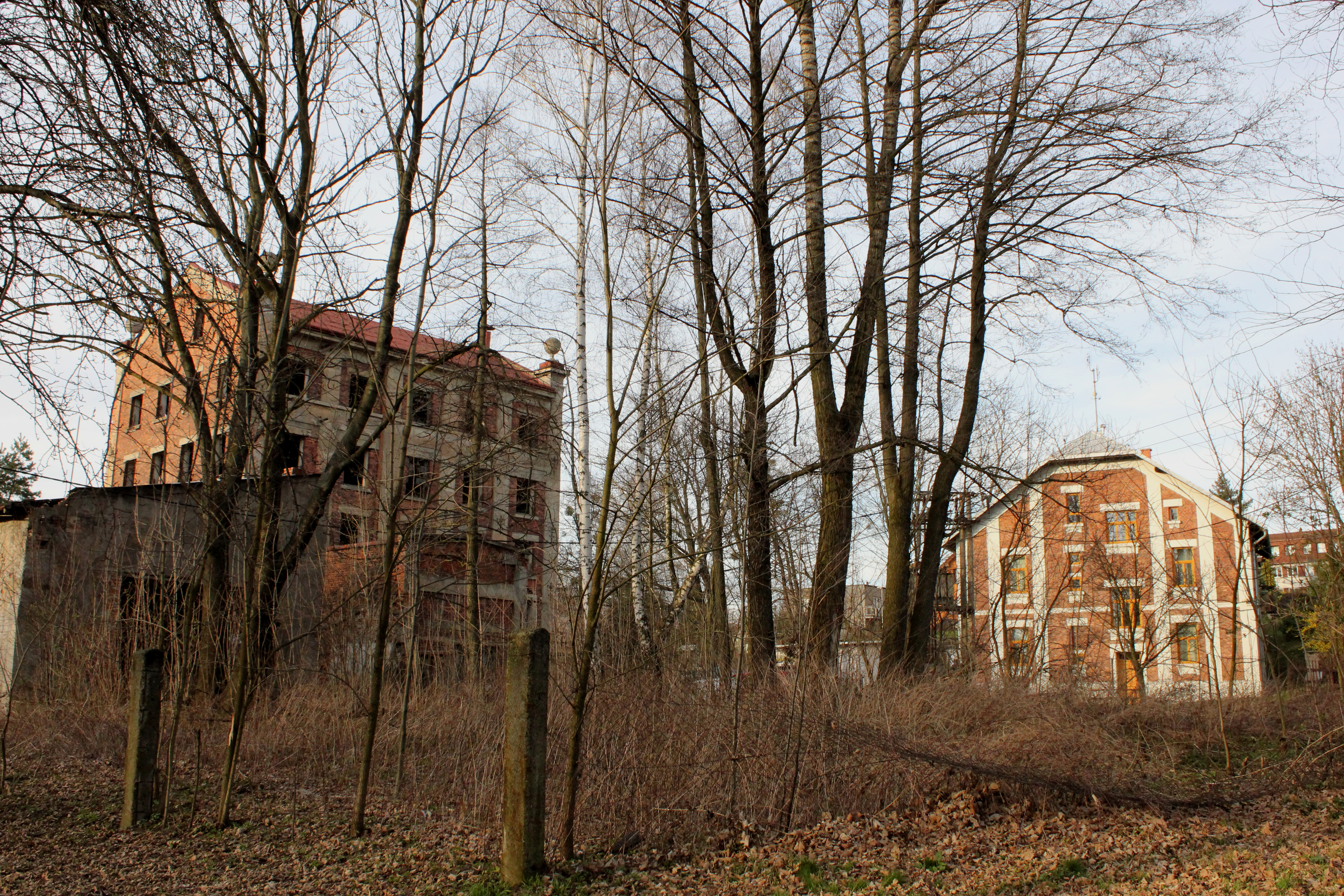
Devastovaný mlýn z roku 2014.
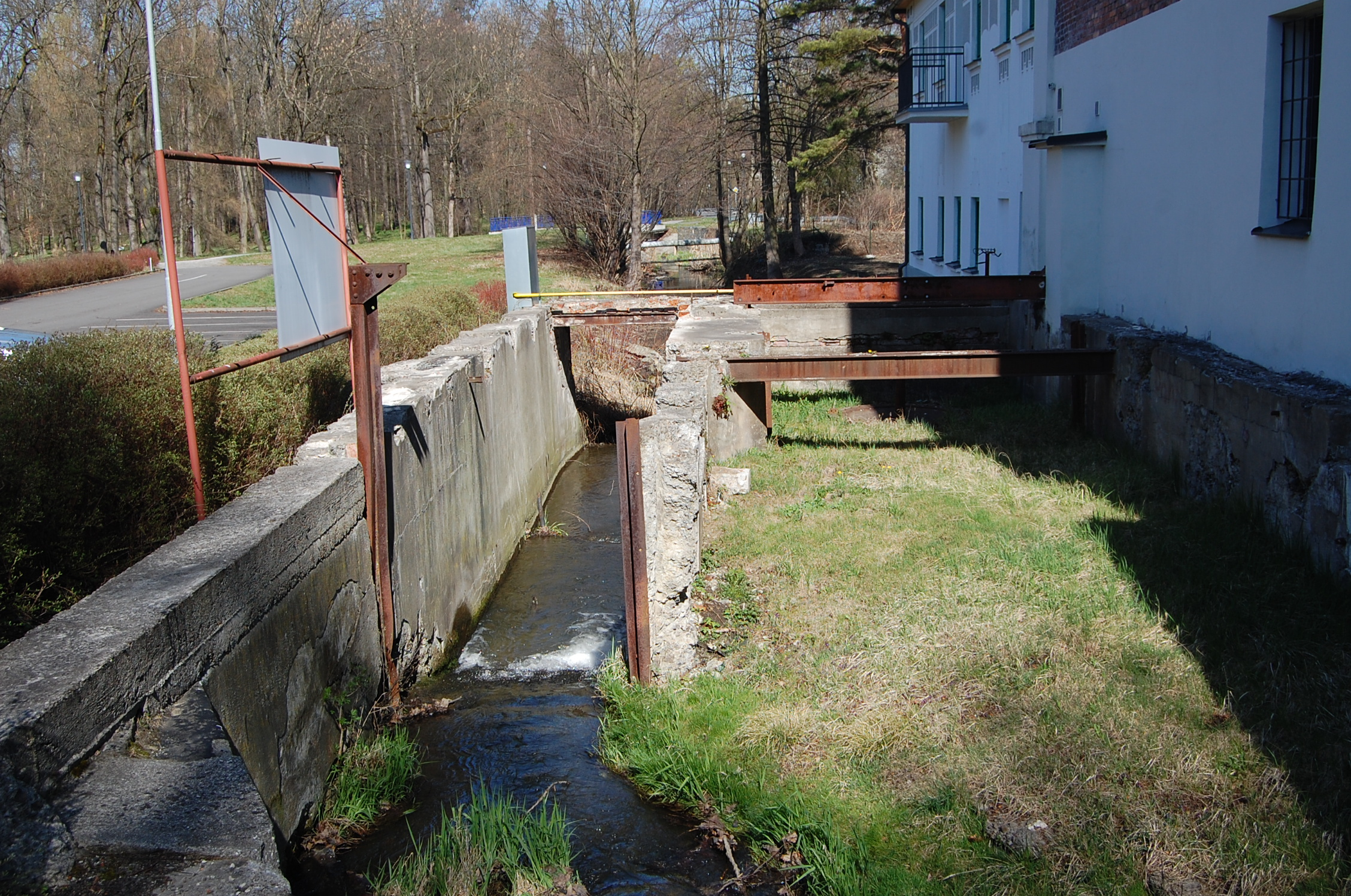
Torzo náhonu
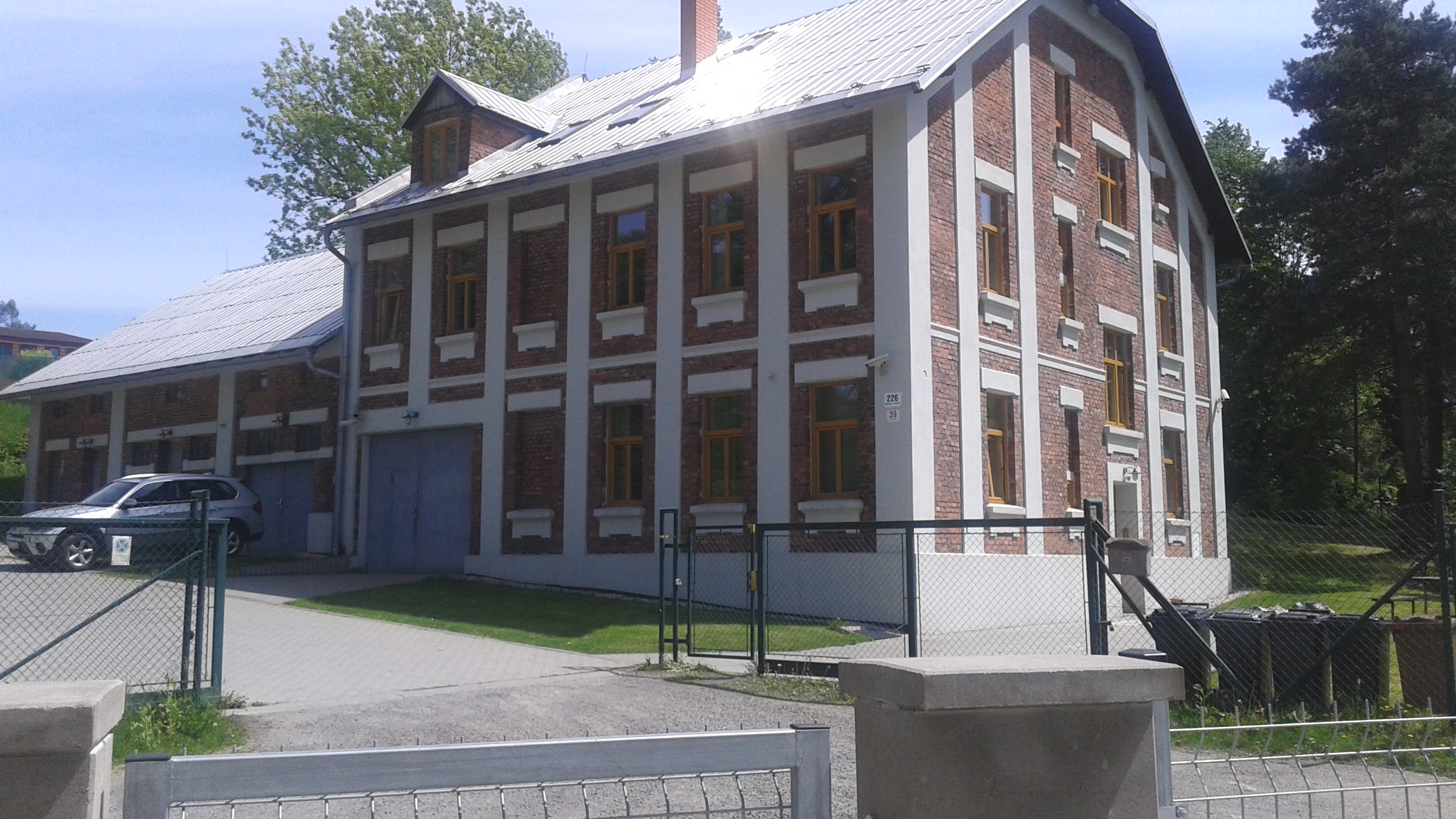
Budova v areálu mlýna po rekonstrukci v roce 2015
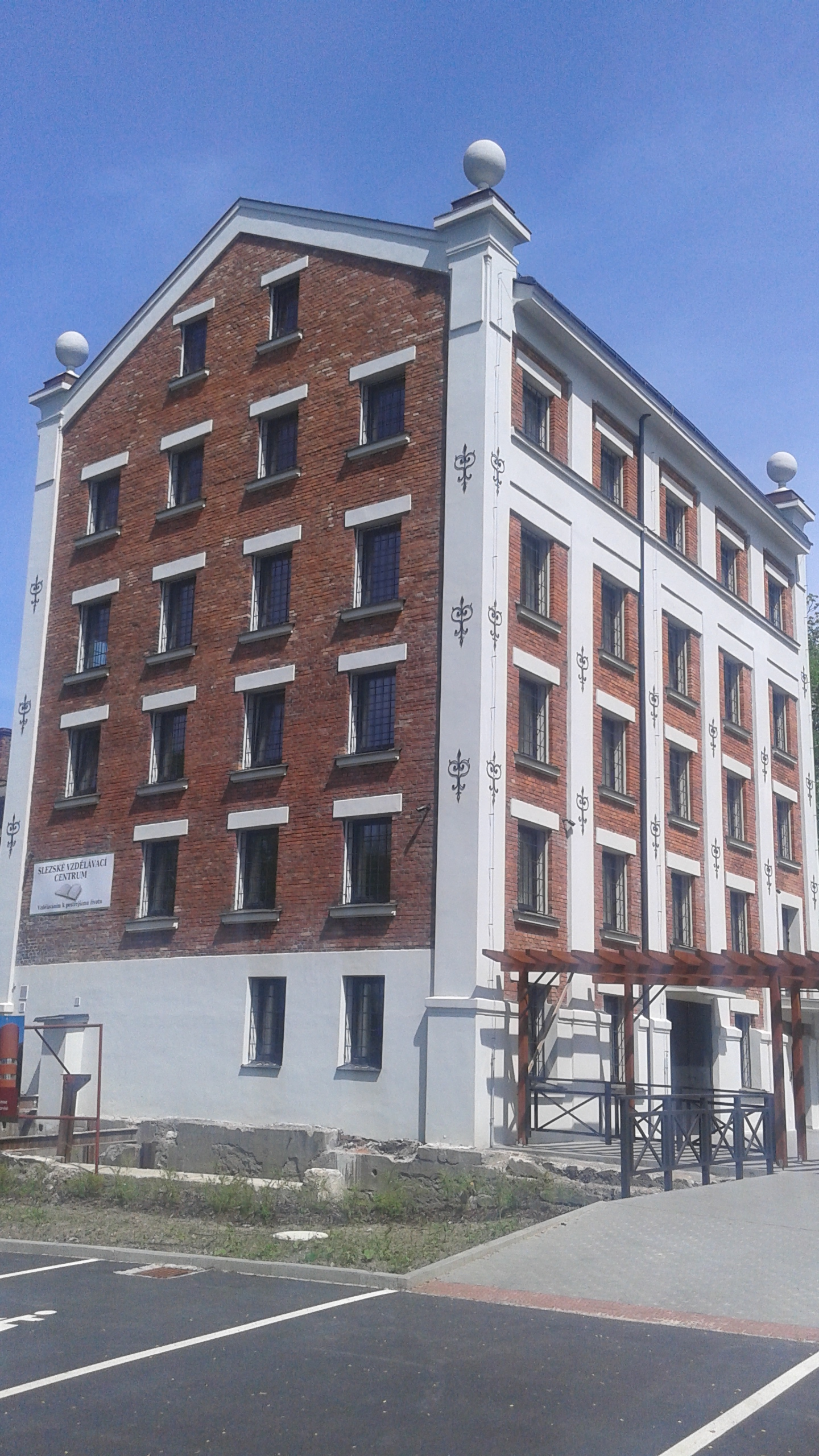
Provozní budova mlýna po rekonstrukci v roce 2015
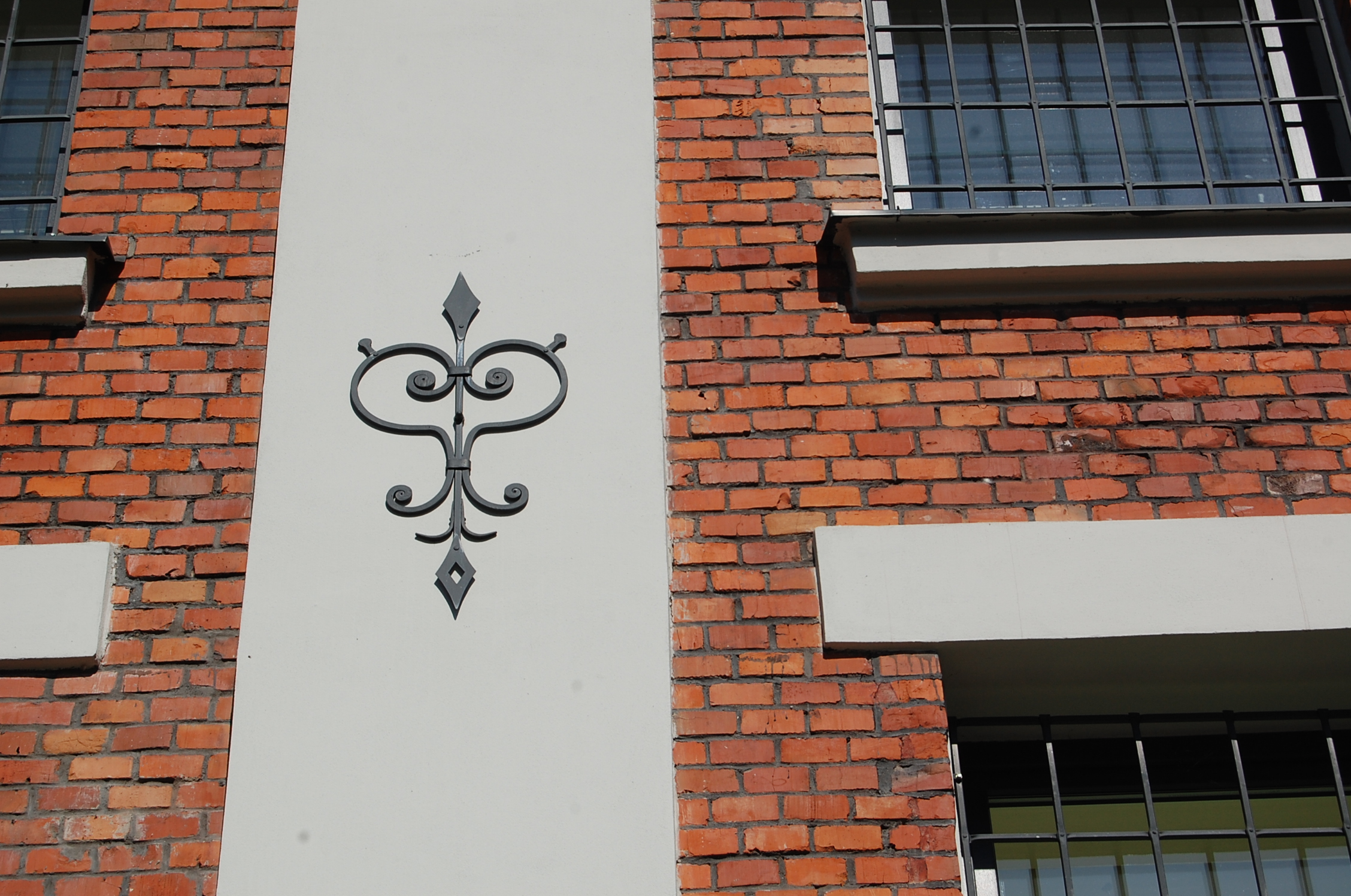
Detail v lizéně provozní budovy
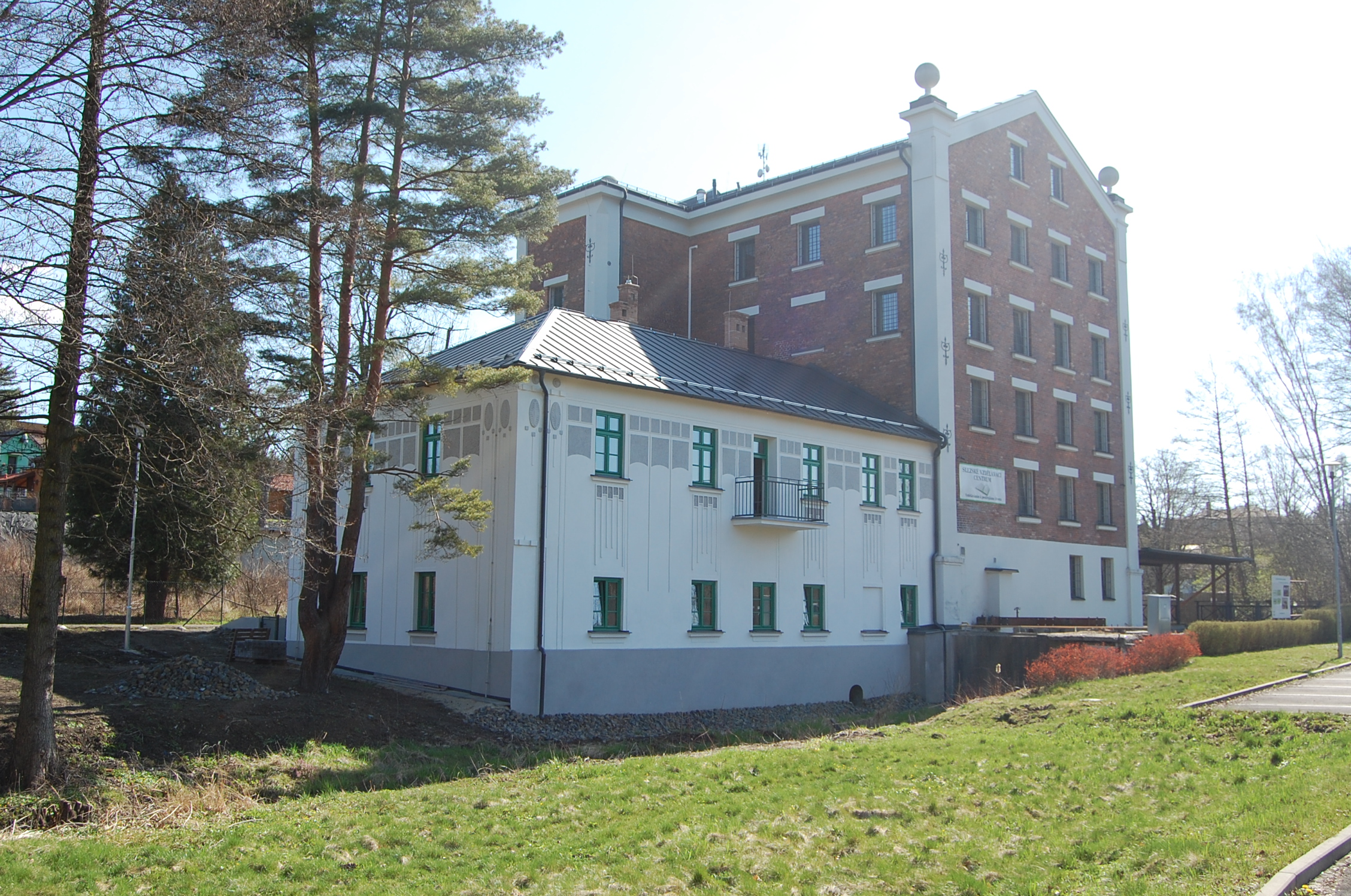
Obytné křídlo po rekonstrukci v roce 2018 a provozní budova
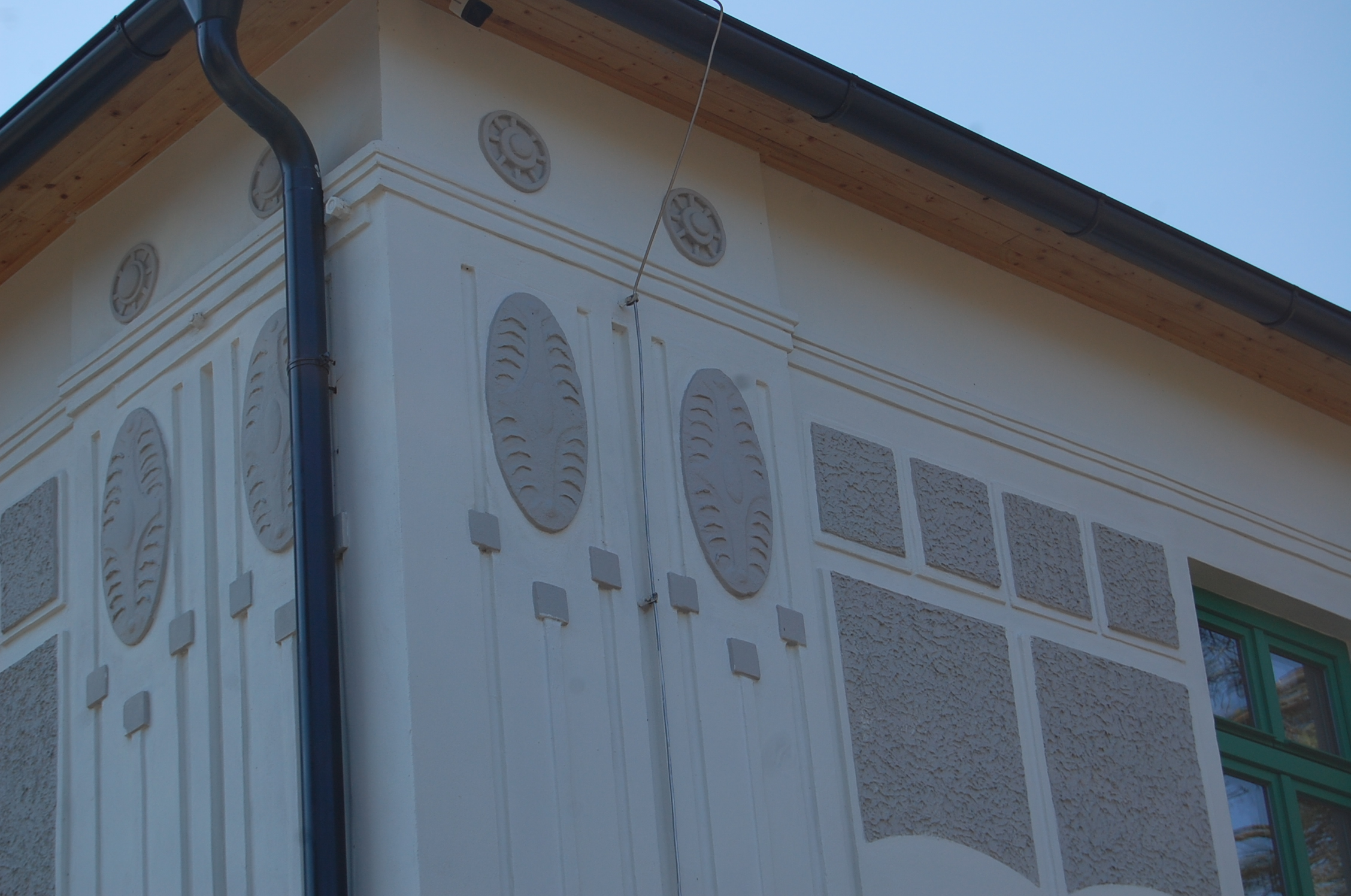
Detail fasády obytné budovy